# Toyi-toyi
Toyi-toyi är en sydafrikansk dans, som känns igen på att deltagarna "joggar" – antingen på stället i en ring, eller långsamt framåt i grupp, under utstötande av enstaviga "stön" och ibland av korta slagord och sånger. Dansen blev internationellt känd under kampen mot apartheid, då den användes för att manifestera enhet och militans.